# Pidmîhailea, Kaluș
Pidmîhailea (în ucraineană Підмихайля) este localitatea de reședință a comunei Pidmîhailea din raionul Kaluș, regiunea Ivano-Frankivsk, Ucraina.

## Demografie
Componența lingvistică a localității Pidmîhailea
     Ucraineană (99,54%)
     Alte limbi (0,42%)
Conform recensământului din 2001, majoritatea populației localității Pidmîhailea era vorbitoare de ucraineană (99,54%), existând în minoritate și vorbitori de alte limbi.